# Спадаро, Карлос
Карлос Спадаро (5 февраля 1902 — 15 ноября 1985) — аргентинский футболист 20-х—30-х годов, игравший на позиции левого крайнего нападающего.

## Карьера
Спадаро на пике карьеры, когда вызывался в сборную Аргентины, предположительно в 1928—1933 годах играл в составе клуба «Ланус» из провинции Буэнос-Айрес. Предположительно, Спадаро был в команде и в 1927 году, когда «Ланус» завоевал бронзу чемпионата Аргентины.
Также есть данные, что в начале 30-х годов Карлос некоторое время играл за «Эстудиантил Портеньо».
В сборной Аргентины Спадаро выступал в 1928—1931 годах и сыграл за это время 5 матчей, отметившись 1 голом. Известен стал благодаря участию в первом чемпионате мира. Карлос вышел в матче сборной Аргентины против Мексики в своём амплуа левого нападающего. Команда победила со счётом 6:3, Спадаро хорошо влился в коллектив, но в остальных матчах в основном составе выходил Марио Эваристо, дублёром которого и был Карлос. Команда в итоге дошла до финала, в котором уступила хозяйке турнира, сборной Уругвая.